# Комаровский, Иван Петрович
Иван Петрович Комаровский (не позднее 1811 — 11 февраля 1888, Череповец, Новгородская губерния) — морской офицер Российского императорского флота, генерал по адмиралтейству, смотритель Севастопольского и Кронштадтского морских госпиталей.

## Биография
Происходил из дворян Новгородской губернии, образование получил в Морском кадетском корпусе, 27 июня 1826 года произведён в гардемарины, выпущен 20 марта 1829 года мичманом в Черноморский флот.
В 1833 году состоял на фрегате «Варна» и был в десантной высадке на Босфоре в Буюк-Дере. 22 апреля 1834 года получил чин лейтенанта.
В кампанию 1841 года командовал транспортом «Кинбурн», на котором осуществлял грузовые перевозки между черноморскими портами.
3 февраля 1843 года был назначен смотрителем Севастопольского морского госпиталя, 13 сентября 1845 года был произведён в майоры. Получив в 1847 году орден св. Анны 3-й степени, Комаровский 21 ноября 1851 года был переименован в капитаны по Адмиралтейству с сохранением в прежней должности.
Во все время Севастопольской обороны заведовал всеми госпиталями Севастополя; 26 ноября 1854 года за беспорочную выслугу 25 лет в офицерских чинах был награждён орденом св. Георгия 4-й степени (№ 9457 по кавалерскому списку Григоровича — Степанова). За отличие в 1855 году получил сразу два чина: подполковника (9 февраля) и полковника (16 ноября).
По окончании войны был назначен начальником Кронштадтского морского госпиталя (с 26 марта 1856 года). 27 марта 1866 года произведён в генерал-майоры по Адмиралтейству и занял должность директора Инвалидного императора Павла I дома.
С 1 января 1869 года был начальником комиссариатской части Балтийского флота. 28 марта 1871 года награждён орденом св. Станислава 1-й степени, 31 марта 1874 года получил орден св. Анны 1-й степени и 27 марта 1877 года произведён в генерал-лейтенанты. 15 марта 1883 года удостоен ордена св. Владимира 2-й степени.
1 июня 1885 года вышел в отставку с производством в генералы флота.
Умер в Череповце 11 февраля 1888 года.
Его брат Михаил был генерал-лейтенантом флота, другой брат Евграф вышел в отставку в чине капитан-лейтенанта.